# New York Psychoanalytic Society & Institute

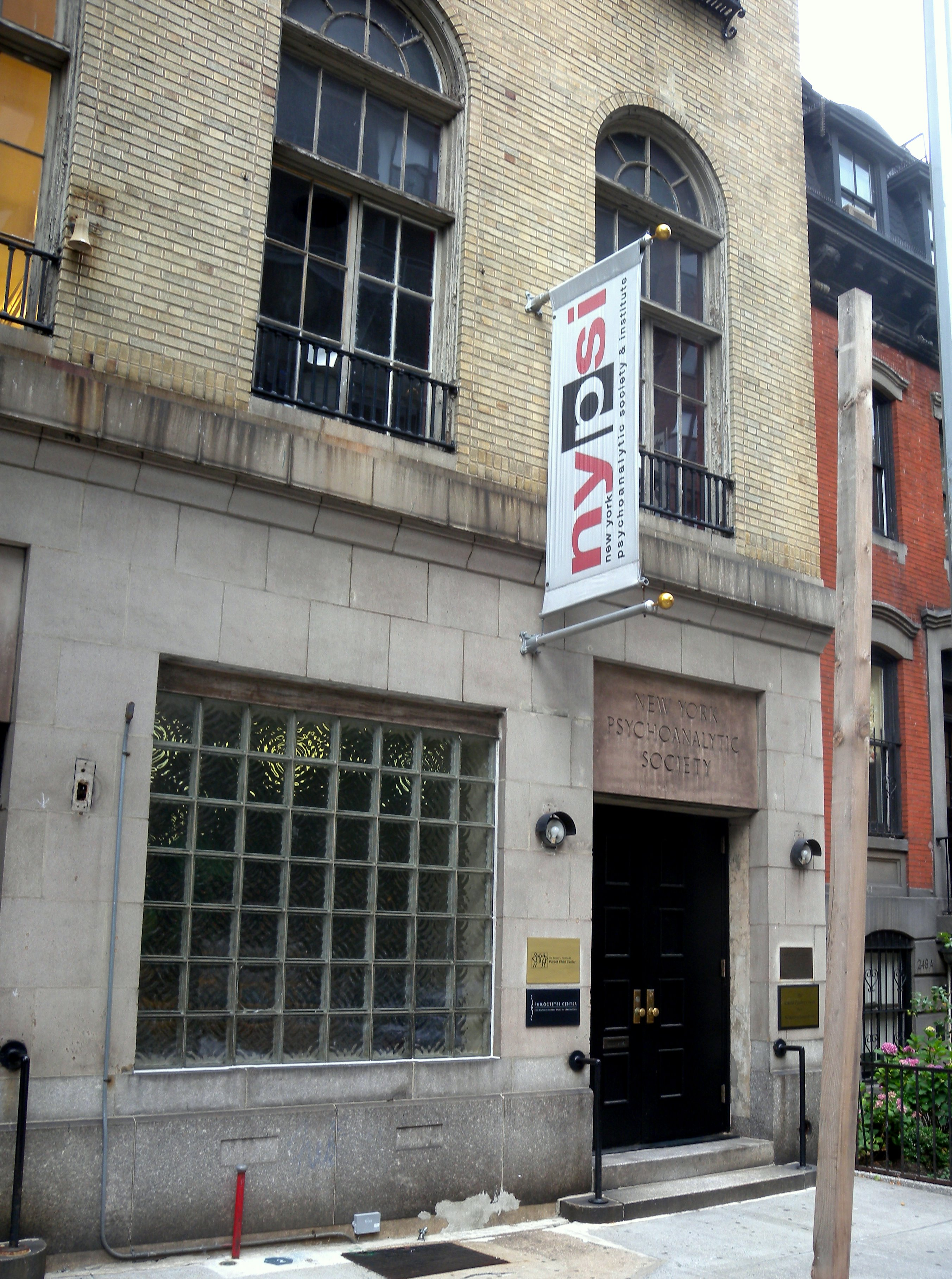
247 East 82nd Street, Manhattan

Das New York Psychoanalytic Society and Institute, abgekürzt NYPSI, wurde am 12. Februar 1911 in New York City von Abraham A. Brill gegründet, sie ist damit die älteste amerikanische psychoanalytische Gesellschaft. Sie hieß zunächst „New York Psychoanalytic Society“. 1931 gründete sie ein psychoanalytisches Ausbildungsinstitut, das „New York Psychoanalytic Institute“. Die beiden Einheiten fusionierten im Jahre 2003 und nahmen den Namen „New York Psychoanalytic Society & Institute“ und das Akronym NYPSI an. Die Organisation ist eine Non-Profit-Organisation.

## Geschichte
Abraham Brill wurde bekannt als der erste Übersetzer von Sigmund Freuds Werken ins Englische. Er und weitere Mitglieder gründeten die Vereinigung im Jahre 1911. Die Gründung der NYPSI, Februar 1911 ging einige Monate der „American Psychoanalytic Association (ApsaA)“ von u. a. Ernest Jones, Mai 1911 voraus.
| Gründungsmitglieder       | Lebensdaten |
| ------------------------- | ----------- |
| Abraham A. Brill          | 1874–1948   |
| Louis Edward Bisch        | 1885–1963   |
| Horace Westlake Frink     | 1883–1936   |
| Frederick James Farnell   | †1968       |
| William C. Garvin         | 1873–1942   |
| August Hoch               | 1868–1919   |
| Morris J. Karpas          | 1879–1918   |
| George H. Kirby           | 1875–1935   |
| Clarence P. Oberndorf     | 1882–1954   |
| Bronislaw Onuf-Onufrowicz | 1863–1928   |
| Ernest Marsh Poate        | 1884–1934   |
| Charles Ricksher          | 1879–1943   |
| Jacob Rosenbloom          | 1884–1923   |
| Edward W. Scripture       | 1864–1945   |
| Samuel A. Tannenbaum      | 1874–1948   |

Eine Reihe europäischer Psychoanalytiker, so Margaret Mahler, Ernst Kris, Heinz Hartmann, Abram Kardiner, Rudolph Loewenstein, Charles Brenner, Robert C. Bak und Otto Kernberg traten in den 1930er Jahren dem New York Institute bei. Die Ehepartner Kurt Robert Eissler und Ruth Eissler-Selke wurden 1948 Mitglieder. Europäische Analytiker trugen mit der Unterstützung von Anna Freud zur Verbreitung von Theorien im Zusammenhang mit der Ich-Psychologie im Institut bei.
1946 erhielt die Gesellschaft vom Staat New York die Genehmigung zur Eröffnung eines Pflegezentrums, das ursprünglich für Veteranen des Zweiten Weltkriegs („Veterans’ Mental Hygiene Clinic“) bestimmt war, dann ab 1948 schrittweise für jedermann geöffnet wurde.
In den 1970er und 1980er Jahren traten neue Ideen und sie repräsentierende Persönlichkeiten im NYPS hervor, insbesondere Charles Brenner und Jacob Arlow.

## Liste der Vorsitzenden
Unter den bisher 51 Vorsitzenden der NYPS bzw. NYPSI waren 6 Frauen und 45 Männer.
| Mediziner? Frau (f.)? | Name                      | Lebensdaten | Beginn | Ende           | Lehranalyse/Lehrer durch             |
| --------------------- | ------------------------- | ----------- | ------ | -------------- | ------------------------------------ |
| j                     | Abraham A. Brill          | 1874–1948   | 1911   | 1913           | Carl Gustav Jung                     |
| j                     | Horace Westlake Frink     | 1883–1936   | 1913   | 1915           | Sigmund Freud, Adolf Meyer           |
| j                     | Bronislaw Onuf-Onufrowicz | 1863–1928   | 1915   | 1917           |                                      |
| j                     | Morris J. Karpas          | 1879–1918   | 1917   | 1917           |                                      |
| j                     | Clarence P. Oberndorf     | 1882–1954   | 1917   | 1920           |                                      |
| j                     | Frederic J. Farnell       | † 1968      | 1920   | 1921           |                                      |
| j                     | Thaddeus H. Ames          | 1885–1963   | 1921   | 1922           |                                      |
| j                     | Adolph Stern              | 1879–1958   | 1922   | 1923           | Sigmund Freud, Horace Westlake Frink |
| j                     | Horace Westlake Frink     | 1883–1936   | 1923   | 1924           |                                      |
| j                     | Adolph Stern              | –           | 1924   | 1925           | –                                    |
| j                     | Abraham A. Brill          | –           | 1925   | 1936           | –                                    |
| j                     | Bertram D. Lewin          | 1896–1971   | 1936   | 1939           | Karl Abraham, Max Eitingon           |
| j                     | Lawrence S. Kubie         | 1896–1973   | 1939   | 1940           |                                      |
| j                     | Adolph Stern              | –           | 1940   | 1942           | –                                    |
| j                     | Leonard Blumgart          | 1881–1959   | 1942   | 1945           |                                      |
| j/f                   | Sara A. Bonnett           | 1897–1971   | 1945   | 1946           |                                      |
| j                     | Philip R. Lehrman         | 1895–1958   | 1946   | 1947           |                                      |
| j                     | Sándor Lorand             | 1893–1987   | 1947   | 1948           | Sándor Ferenczi                      |
| j                     | Henry A. Bunker           | 1889–1953   | 1948   | 1950           |                                      |
| j                     | Hermann Nunberg           | 1884–1970   | 1950   | 1952           | Paul Federn                          |
| j                     | Heinz Hartmann            | 1894–1970   | 1952   | 1954           | Sándor Radó                          |
| j/f                   | Edith Jacobson            | 1897–1978   | 1954   | 1956           | Otto Fenichel                        |
| j/f                   | Phyllis Greenacre         | 1894–1989   | 1956   | 1957           |                                      |
| j                     | Róbert C. Bak             | 1908–1975   | 1957   | 1959           |                                      |
| j                     | Rudolph Loewenstein       | 1898–1976   | 1959   | 1961           | Hanns Sachs, Max Eitingon            |
| j                     | Charles Brenner           | 1913–2008   | 1961   | 1963           |                                      |
| j                     | Martin H. Stein           | † 2000      | 1963   | 1965           |                                      |
| j                     | Charles P. Fisher         |             | 1965   | 1967           |                                      |
| j                     | Samuel Atkin              | * 1898      | 1967   | 1969           |                                      |
| j                     | David Beres               | 1903–2003   | 1969   | 1971           |                                      |
| j/f                   | Margaret S. Mahler        | 1897–1985   | 1971   | 1973           | Helene Deutsch                       |
| j                     | Leo A. Spiegel            | 1903–1998   | 1973   | 1975           |                                      |
| j                     | Endre Petö                | 1904–1985   | 1975   | 1977           |                                      |
| j                     | Leo Stone                 | 1904–1997   | 1977   | 1979           |                                      |
| j                     | Bernard Brodsky           | † 1998      | 1979   | 1981           |                                      |
| j                     | Milton E. Jacovy          |             | 1981   | 1983           |                                      |
| j                     | Milton H. Horowitz        | † 2011      | 1983   | 1985           |                                      |
| j                     | Aaron H. Esman            | 1924–2022   | 1985   | 1987           |                                      |
| j                     | Jerome Ennis              | † 2009      | 1987   | 1989           |                                      |
| j                     | Ernest Kafka              | 1932–2021   | 1989   | 1991           |                                      |
| j                     | Edward Nersessian         | * 1944      | 1991   | 1993           |                                      |
| j                     | Robert S. Grayson         |             | 1993   | 1995           |                                      |
| j                     | Donald Jay Cohen          | 1940–2001   | 1995   | 1997           |                                      |
| j                     | Lester Schwartz           |             | 1997   | 1999           |                                      |
| j                     | Albert M. Sax             |             | 1999   | 2001           |                                      |
| j                     | Leon Kupferstein          | 1944–2006   | 2001   | 2003           |                                      |
| j                     | Paul Rosenbaum            |             | 2003   | 2007           |                                      |
| j                     | Roger A. Rahtz            |             | 2007   | 2013           |                                      |
| j                     | Ian Buckingham            |             | 2013   | 2016           |                                      |
| j/f                   | Michele R. Press          |             | 2016   | 2019           |                                      |
| j/f                   | Rebecca Twersky-Kengmana  |             | 2019   | bis Stand 2022 |                                      |

## Ziele
Das NYPSI bietet neben Behandlungen und Ausbildung auch Informationen für interessierte Bürgern.
- Behandlung: Das NYPSI bietet vergünstigte Begutachtung und Behandlung von Kindern, Jugendlichen und Erwachsenen mit Psychoanalyse und Psychotherapie an.
- Ausbildung: Angeboten wird eine umfassende und strukturierte Ausbildung in Psychoanalyse und Psychotherapie mit Unterricht und Supervision durch die Fakultät bzw. deren Mitarbeiter. Den Studierenden soll eine Kernkompetenz in der klinischen Psychoanalyse vermittelt und bei ihnen ein kritisches und kreatives Denken über die Psychoanalyse gefördert werden. Die Ausbildung besteht aus der gleichzeitigen Teilnahme an einer persönlichen Psychoanalyse, betreuter (Supervision) psychoanalytischer klinischer Arbeit, und der Bearbeitung eines didaktischen Curriculums.[26]
- Öffentlichkeitsarbeit: Die NYPSI-Community stellt nützliche Informationen bereit.